# James T. Shotwell
James Thomson Shotwell, född den 6 augusti 1874 i Strathroy i Ontario, död den 15 juli 1965 i New York, var en amerikansk historiker.
Shotwell blev, som lärjunge till James Harvey Robinson, 1903 filosofie doktor vid Columbiauniversitetet. Han var lärare i historia där från 1902 och professor i historia 1907–1942. Shotwell var 1904–1905 biträdande huvudredaktör för Encyclopædia Britannica. Som sakkunnig åtföljde han amerikanska delegationen till fredskonferensen i Paris 1919 och var samma år ledamot av organisationskommittén för internationella arbetskonferensen i Washington. Shotwell skrev bland annat Labor provisions in the peace treaty (1919) och An introduction to the history of history (1921). Han blev 1919 utgivare av det stort anlagda samlingsverket Economic and social history of the war, för vilket han under vidsträckta resor (1923 till Sverige) 
samlade en medarbetarstab i 16 olika länder.